# Кредмаш (дворец культуры)
ДК «Кредмаш» (ранее — «Дормаш») — это дворец культуры, принадлежащий Кременчугскому заводу дорожных машин (Полтавская область, Украина).

## История
Дворец культуры был открыт в марте 1971 года, в период активной застройки Кременчуга, и стал вторым (после ДК «КрАЗ») построенным в городе после Второй мировой войны дворцом культуры. Под строительство был выделен участок парка МЮДа, расположенный рядом с заводом.
Фасад здания был украшен мозаичным панно, которое выполнил художник-монументалист, лауреат государственных премий, заслуженный деятель искусств УССР, Задорожный Иван-Валентин Феодосиевич. Авторству Задорожного в Кременчуге также принадлежат витраж «Наша песня — наша слава» в Городском дворце культуры.
На площади перед зданием дворца культуры до 1973 года стоял памятник Ленину, перенесённый позже в Севастополь.
Во дворце была открыта цирковая студия, а также многочисленные секции и кружки. По состоянию на 2017 год, здание продолжает выполнять свою функцию.